# Drapelul Greciei
Proporția drapelului: 2:3

Steagul național al Greciei

Drapelul Greciei este format din fâșii de dimensiuni egale, pe care alternează culorile albastru și alb, care inseamna E L E F T E R I A , (fiecare fasie este o litera). În colțul din stânga sus se află un pătrat albastru, ce conține o cruce albă. 